# Ориент (футбольный клуб)
ХНК Ориент 1919 (хорв. HNK Orijent 1919) — хорватский футбольный клуб из Сушака, восточной части города Риека. Домашние матчи команда проводит на стадионе Кримея, вмещающем около 3 500 зрителей. Ныне «Ориент» выступает в Третьей лиге, третьем уровне в системе футбольных лиг Хорватии.

## История
Футбольный клуб «Ориент» был основан в 1919 году в Сушаке, ныне являющемся восточной частью города Риека. В то время Сушак был преимущественно хорватским, а Фиуме, западная часть города, — преимущественно итальянской. Согласно легенде, во время путешествия в США один из основателей клуба увидел в бухте Нью-Йорка корабль под названием «Ориент». Вернувшись, он предложил назвать новый клуб «Ориент», и этот вариант был впоследствии принят. По мере смены политических режимов в Риеке клуб часто был вынужден менять своё название. На разных этапах своей истории команда была известна как «Единство», «Приморац», «Приморье» и «Будучность». Наконец, с 1953 года клуб носит своё первоначальное название «Ориент». Хотя команда провела большую часть своей истории в низших лигах югославского и хорватского футбола, она была и до сих пор популярна среди жителей Сушака.
Наивысшим успехом клуба считается победа в Западном дивизионе Второй лиги Югославии в 1969 году, но в полуфинале плей-офф за выход в Первую лигу уступил по сумме двух встреч «Црвенке» (2:1 дома и 1:4 в гостях). В начале 1970-х годов «Ориент» провёл множество матчей в рамках местного дерби с «Риекой». Другими достижениями команды стали выходы в четвертьфинал Кубка Югославии в сезонах 1980/1981 и 1982/1983. «Ориент» лишь один год провёл в высшей лиге, заняв 14-е место в чемпионате Хорватии 1996/1997 и вылетев оттуда.
В июне 2014 года клуб был ликвидирован из-за его невозможности погашать растущие долги. Вскоре после этого клуб был восстановлен как «ХНК Ориент 1919» и допущен к соревнованиям в пятом уровне в системе футбольных лиг Хорватии в сезоне 2014/2015. В течение следующих пяти сезонов «ХНК Ориент 1919» трижды добивался повышения, достигнув Второй хорватской футбольной лиги по итогам сезона 2019/2020.
Вторая лига

## Стадион
С 1923 года домашней ареной для «Ориента» служит стадион «Кримея», вмещающий около 3 500 зрителей. Он назван по одноимённому району, в котором расположен. Рекордная посещаемость была отмечена 25 августа 1996 года, когда за матчем «Ориента» с «Риекой» наблюдало около 6 000 зрителей.